# Spirou
|  | Per a altres significats, vegeu «Spirou et Fantasio». |

Spirou (francès) o Robbedoes (neerlandès) és una revista d'historietes periòdica belga, on es publiquen les aventures del personatge de còmic del mateix nom (en català Espirú, primer ell sol després acompanyat per Fantàstic, popularitzats pel traç de l'autor belga Franquin) i de molts altres com Jan i Trencapins, Els Barrufets, Gil Pupil·la o Lucky Luke. Tot i que hi va haver un intent de l'editorial Dupuis de publicar la revista a Espanya, es va quedar en una prova d'uns quants números en espanyol i en català (una de les aventures en català que aparegué fou "Spirou i els hereus").
El títol prové del való i significa esquirol o nen entremaliat.

## Evolució del títol de la revista
- El 21 d'abril de 1938 apareix la revista amb el títol de Le journal de Spirou.[2]
- El 27 d'octubre de 1938 apareix la versió en neerlandès, amb el títol de Robbedoes.[3]
- Cap al 1947 la revista en francès s'anomenarà simplement Spirou.
- Cap al 1988 canvia el nom pel de Spirou Magaziiiine (amb 4 "i").
- Cap al 1993 es tornarà a dir Spirou.
- El 2005 va acabar la publicació en neerlandès.
- El gener del 2006 se'l batejarà Spirou HeBDo.
- El 16 d'abril del 2008 tornarà a dir-se només Spirou.

## Numeració
La base de dades de Comic Vine la considera la revista setmanal més antiga que es continua publicant, considerant-la la primera en arribar successivament als 3.000 i als 4.000 (10 de desembre de 2014)., però cal tenir en compte que no estan incloses totes les publicacions. Per exemple Pulgarcito va arribar al 2000 l'1 de setembre de 1969 i el TBO, tot i els errors de numeració, el 15 de desembre de 1972. Les dues publicacions que no estan incloses a la base de dades hi van arribar abans que Spirou (el 12 d'agost de 1976).
A causa de la invasió alemanya de Bèlgica el 1940, la publicació es va detenir breument i els números 109 a 122 no existeixen. A més, a causa de l'escassetat de paper uns quants anys després durant la Segona Guerra Mundial, tampoc existeixen els números 282 a 337. El 1945, l'últim any de la guerra, també es va publicar, però molt més esporàdicament, amb els següents números inèdits: 358, 360, 362, 364, 366, 368, 372 i 375. La sèrie utilitzava una numeració anual sense saltar-se cap número, però quan la sèrie va canviar a una numeració seqüencial, aquestes setmanes que faltaven es van incorporar al total.